# Un dentiste exemplaire
Série Le Modèle
Une histoire qui se dessine
(1999)
Pour plus de détails, voir Fiche technique et Distribution.
Un dentiste exemplaire est un court métrage français de la série Le modèle, écrit et réalisé par Aurélia Alcaïs, Haydée Caillot, Stéphane Pioffet et Éric Rohmer, sorti en 1998.

## Fiche technique
- Titre original : Un dentiste exemplaire
- Réalisation : Aurélia Alcaïs, Haydée Caillot, Stéphane Pioffet et Éric Rohmer
- Scénario : Aurélia Alcaïs, Haydée Caillot, Stéphane Pioffet et Éric Rohmer
- Photographie : Diane Baratier, assistée de Thierry Faure
- Son : Pascal Ribier
- Montage : Mary Stephen
- Musique : Sébastien Erms
- Production : Françoise Etchegaray
- Société de production : Compagnie Éric Rohmer
- Pays d'origine :  France
- Langue originale : français
- Format : couleur — 16 mm — 1,33:1
- Durée : 12 minutes

## Distribution
- Aurélia Alcaïs : Mélanie
- Laura Favali : Alexandra
- Stéphane Pioffet : le dentiste
- Jeanloup Sieff : le photographe
- Joël Barbouth : le client